# Christian Niemann Rosenkilde

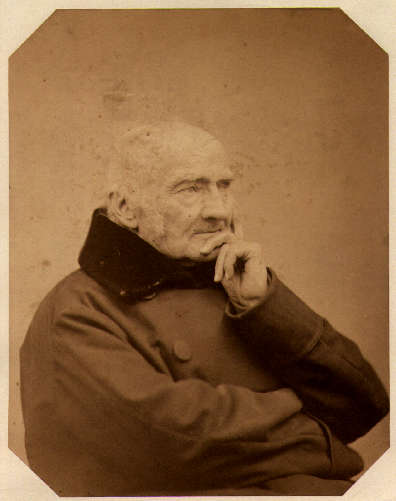
Christian Niemann Rosenkilde.

Christian Niemann Rosenkilde, född den 8 januari 1786 i Slagelse, död den 12 november 1861, var en dansk skådespelare, far till Julie Sødring samt Georg och Adolph Rosenkilde.
Rosenkilde blev student 1806 samt klockare vid Aarhus domkyrka och föreståndare för stadens fattigskolor 1811. Hans håg för scenen gjorde likväl, att han 1815 lämnade sin förra bana och 1816 uppträdde på kungliga teatern, först som älskare i sångstycken, men fick senare, i synnerhet i Heibergs vådeviller, tillfälle att visa sin komiska talang och blev en av de främsta konstnärerna.
Mångsidigt begåvad, spelade han med lika stor sanning älskvärd gubbe och löjlig narr och utförde till och med vid 40 års ålder skolpojken Hans Mortensens roll i "Aprilsnarrene". Till hans bästa roller hör Vielgeschrey i Holbergs "Den stundesløse", Trop i Heibergs "Recensenten og dyret" och Michel Perrin. Därjämte skrev han själv vådevillen Vennernes fest (1826) och utgav 1818-24 ett humoristiskt veckoblad, "Brevduen". Hans "Efterladte skrifter" utkom i 2 band 1877.